# Damaeus variabilis
Damaeus variabilis är en kvalsterart som först beskrevs av K. Fujikawa och Fujita 1985.  Damaeus variabilis ingår i släktet Damaeus och familjen Damaeidae. Inga underarter finns listade i Catalogue of Life.